# Chelles
Chelles là một xã trong vùng đô thị Paris, thuộc tỉnh Seine-et-Marne, vùng hành chính Île-de-France của nước Pháp, có dân số là 51 035 người (thời điểm 2007).

## Thông tin nhân khẩu
| 1954   | 1962   | 1968   | 1975   | 1982   | 1990   | 1999   | 2004   | 2007   |
| ------ | ------ | ------ | ------ | ------ | ------ | ------ | ------ | ------ |
| 19 539 | 28 382 | 33 281 | 36 516 | 41 838 | 45 365 | 45 399 | 47 800 | 51 035 |

## Các thành phố kết nghĩa
- Lindau, Đức